# Lista de prefeitos de Tenente Laurentino Cruz
Esta é a lista de prefeitos de Tenente Laurentino Cruz, município brasileiro do estado do Rio Grande do Norte.
Atualmente, três ex-prefeitos estão vivos: Joarimar Tavares de Medeiros, Francisco Dantas de Araújo e Sueleide de Morais Araújo. O último ex-prefeito a falecer foi Airton Laurentino Júnior, em 15 de março de 2016, aos 61 anos.
| Nº | Prefeito(a) (Nascimento–Falecimento)                                                | Partido | Início do mandato     | Fim do mandato         | Vice-prefeito(a)              | Observações               |
| -- | ----------------------------------------------------------------------------------- | ------- | --------------------- | ---------------------- | ----------------------------- | ------------------------- |
| 1  | Airton Laurentino Júnior (Florânia, 02.03.1955–Tenente Laurentino Cruz, 15.03.2016) | PMDB    | 1º de janeiro de 1997 | 31 de dezembro de 2004 | Manoel Ferreira de Souza      | Prefeito e vice eleitos   |
| 1  | Airton Laurentino Júnior (Florânia, 02.03.1955–Tenente Laurentino Cruz, 15.03.2016) | PMDB    | 1º de janeiro de 1997 | 31 de dezembro de 2004 | Manoel Ferreira de Souza      | Prefeito e vice reeleitos |
| 2  | Joarimar Tavares de Medeiros (Florânia, 30.12.1965)                                 | PSB     | 1º de janeiro de 2005 | 31 de dezembro de 2008 | José Valério da Silva         | Prefeito e vice eleitos   |
| 3  | Airton Laurentino Júnior (Florânia, 02.03.1955–Tenente Laurentino Cruz, 15.03.2016) | PSB     | 1º de janeiro de 2009 | 31 de dezembro de 2012 | José Osman da Costa           | Prefeito e vice eleitos   |
| 4  | Francisco Dantas de Araújo (São Vicente, 26.05.1963)                                | PMDB    | 1º de janeiro de 2013 | 31 de dezembro de 2016 | Ana Maria Rodrigues de Araújo | Prefeito e vice eleitos   |
| 5  | Sueleide de Morais Araújo (Florânia, 16.10.1972)                                    | PSDB    | 1º de janeiro de 2017 | 31 de dezembro de 2020 | Paulo Medeiros de Araújo      | Prefeita e vice eleitos   |
| 6  | Francisco Macêdo da Silva (Florânia, 11.02.1983)                                    | PL      | 1º de janeiro de 2021 | até a atualidade       | José Rafael Tomaz de Medeiros | Prefeito e vice eleitos   |
| 6  | Francisco Macêdo da Silva (Florânia, 11.02.1983)                                    | PP      | 1º de janeiro de 2021 | até a atualidade       | José Rafael Tomaz de Medeiros | Prefeito e vice reeleitos |